# Первая Бедиа
Пе́рвая Бе́диа — сельская администрация (село) в Ткуарчалском районе Абхазии. Расположена к югу от райцентра Ткуарчал в равнинно-предгорной полосе. В административном отношении территория села ранее входила в Агубедийскую сельскую администрацию (абх. Агәы-Бедиа ақыҭа ахадара), в прошлом Агубедийский сельсовет. До 1994 года Первая Бедиа, как и Агубедиа, входило в состав Очамчирского района. Центр сельской администрации Первая Бедиа находится в селе Копыт (Второй Копыт).

## Границы
На севере сельская администрация (село) Первая Бедиа граничит с с/а (селом) Ткуарчал и городом Ткуарчал по хребту Речшха; на юго-востоке — с с/а (селом) Чхуартал; на юге — с с/а (сёлами) Бедиа и Царча; на западе — с с/а (селом) Агубедиа.

## Население
Население Агубедийского сельсовета (включавшего Первую Бедию) по данным переписи 1989 года составляло 1864 человека, по данным переписи 2011 года население сельской администрации Первая Бедиа (без отдельной с/а Агубедиа) составило 450 человек, в основном абхазы (81,6 %), а также грузины (16,7 %)..
В XIX веке Первая Бедиа, как и Агубедиа, входило в состав Бедийской сельской общины. По данным переписи населения 1886 года на территории нынешнего села Агубедиа проживало православных христиан — 2297 человек, мусульман-суннитов не было.
По данным той же переписи жители села были учтены как этнические «самурзаканцы». По данным переписи населения 1926 года большая часть жителей Агубедиа, как и других сёл верхней части Гальского уезда, записывается абхазами. Примерно такое же количество агубедийцев указывает абхазский язык в качестве родного.
| Год переписи | Число жителей                             | Этнический состав                                    |
| ------------ | ----------------------------------------- | ---------------------------------------------------- |
| 1886         | 2297                                      | самурзаканцы 99,6%; грузины 0,4%                     |
| 1926         | 2344 (сельсоветы Агубедиа и Первая Бедиа) | абхазы 98,0%; грузины 1,9%                           |
| 1959         | 2517 - в составе с/с Агубедиа             | абхазы (нет точных данных)                           |
| 1989         | 1864 - в составе с/с Агубедиа             | абхазы (нет точных данных)                           |
| 2011         | 450 - без с/а Агубедиа                    | абхазы (81,6 %), грузины (16,7%) - без с/а Агубедиа) |

## История
Исторически Агубедиа является самурзаканским селением, центральной частью села Бедиа, с которым составляло единое целое вплоть до 1925 года. Название села в переводе с абхазского языка означает «сердце Бедии». В прошлом селением Бедиа в узком смысле именовали именно современное село Агубедиа, а не соседнее современное село Бедиа, территория которого также входила в состав Бедийской сельской общины. И в настоящее время село Агубедиа также часто именуется просто «Бедиа». Именно в Агубедиа расположено большинство исторических памятников села Бедиа. Село является одним из древнейших в Абхазии, в средневековую эпоху имело важное культурное и политическое значение в масштабах всего Западного Закавказья.

### Средневековье
В эпоху Абхазского царства селение являлось центром одной из административных единиц государства — Бедийского эриставства, занимавшего территорию между реками Аалдзга в современном Очамчирском районе Абхазии и Цхенисцкали в Западной Грузии. В Агубедиа находилась кафедра бедийского епископа, власть которого распространялась на земли между реками Аалдзга и Ингури.
В XIV—XVI веках селение являлось политическим центром крупного западнокавказского политического образования — княжества Сабедиано, оформившегося после распада Грузинского царства на территории возникшего ещё в период Абхазского царства Бедийского эриставства. Затем Бедиа являлось важным культурным и политическим центром пришедшего на смену Сабедиано Мегрельского княжества.
В конце XVII века село было вновь включено в состав Абхазии и со временем во многом теряет своё прежнее культурно-политическое значение, став окраиной области Самурзакан.

### XIX век
В центре села Агубедиа рядом с Бедийским собором находится обширная поляна, служащая местом сходов населения, как и во многих других абхазских сёлах. Карла Серена, упоминавшаяся выше, стала свидетельницей одного из таких сходов: «В мае 1876 года в одно воскресенье на закате дня я застала всех местных жителей, собравшихся на большой поляне, как в Мингрелии. Только в Самурзакане народ гораздо менее весёлый, и развлечения менее шумные… Подобно древним грекам и римлянам, жители собираются на поляне для обсуждения текущих дел и своих мелких личных интересов. И надо видеть, как их пёстрые группы стягиваются вокруг старшины, который длинной бородой и почтенной головой в белом башлыке, спадающем причудливыми складками, в круглой меховой бурке на плечах, со сверкающим на поясе оружием, напоминает древнего вождя в окружении своего народа… Рядом в тени величественного орехового дерева предстаёт не менее живописная картина: группа отдыхающих всадников и их лошадей. Князья, дворяне, крестьяне — все тут, равные между собой, явившиеся из соседнего села зачатую с тем, чтобы обвинить друг друга, кого в конокрадстве, кого в похищении скота».
К концу XIX века Самурзакан уже был чётко разделён на 2 основные лингвистические зоны: абхазоязычную и мегрелоязычную. Первая охватывала верхние (северные) селения Самурзаканского участка, в том числе Агубедиа; вторая, бо́льшая по территории и численности населения, — нижние (центральные и южные) сёла. Между этими двумя зонами располагались смешанные селения. По сообщению Г. Шухардта, в конце XIX столетия «в общинах Бедийской, Окумской, Чхортольской, Гальской, Царчинской слышится абхазская речь; в Саберио, Отобая, Дихазургах говорят по-мингрельски».

### Советский период и современность
В 1920-е годы абхазские коммунисты начинают высказывать мысли о приведении административных границ уездов в соответствие с этнолингвистическими. Так уроженец села Агубедиа Ефрем Эшба в 1925 году в статье «Мы требовали и получили настоящую независимую Советскую Абхазию» отмечает: «кстати — здесь отмечу, что административное деление уездов несколько не соответствует национальным признакам, где это можно, тщательно пересмотреть административное деление: в частности — я думаю, что 2-3 селения Гальского уезда с населением, говорящим по-абхазски, надо отнести к Кодорскому уезду, как Бедиа, Река, Эшкыт, Копит, Верхний Чхортол, Окум».
Вплоть до второй четверти XX века Бедиа являлось единым селом. В 1925 году единое село Бедиа было разделено на 3 сельсовета: Агу-Бедиа, Первая Бедиа, Вторая Бедиа. До 1930 года все три сельсовета входили в состав Гальского уезда. Большинство населения в трёх бедийских сельсоветах, согласно данным переписи 1926 года, составляли этнические абхазы, однако для половины абхазов во Второй Бедии родным языком являлся мегрельский. В 1930 году в Абхазии состоялась административная реформа, заменившая старые уезды на районы, и была проведена новая граница между Очамчирским и Гальским районами. Сельсоветы Агу-Бедиа и Первая Бедиа были переданы Очамчирскому району; в 1955 году территория Первой Бедии вошла в состав Агубедийского сельсовета. На территории Второй Бедии, этнически тогда ещё абхазской, но преимущественно мегрелоязычной, был образован сельсовет Бедиа, который остался в составе Гальского района. В сельсовете Агубедиа была открыта абхазская школа, в сельсовете Бедиа — грузинская. До того дети со всей Бедийской сельской общины, включая Агубедиа и Первой Бедии, обучались в грузинской школе.
В настоящее время Первая Бедиа, Агубедиа, а также Река и часть села Чхуартал, являются единственными самурзаканскими селениями, где жители говорят по-абхазски и считают себя этническими абхазами.
В ходе грузино-абхазской войны Агубедиа находилось под контролем абхазских партизан. В районе посёлка Мшал (Мишвели) шли бои за контроль над стратегически важной Мишвельской сопкой.
В 1994 году в Абхазии была проведена новая реформа административно-территориального деления, сельсовет Агубедиа было передано из состава Очамчирского района в состав Ткуарчалского. Позднее, путём выделения из сельской администрации Агубедия, была создана отдельная с/а Первая Бедиа.

### Историческое деление
Сельская администрация (село) Первая Бедиа включает 5 сёл (абх. аҳабла):
- Первый Копыт
- Второй Копыт (Первая Бедиа)
- Оходжа (Ахуаджа, Сагургулиа)
- Адзхыда
- Нарджхеу

## Интересное
- Для селения характерно абхазо-мегрельское двуязычие при том, что практически все жители являются этническими абхазами.
- На границе Первой Бедии, Чхуартала и Ткуарчала находится одно из семи святилищ Абхазии — гора Лашкендар.